# Sierra de la Marta
La sierra de la Marta es una montaña ubicada en los municipios de Arteaga Coahuila; Rayones y Galeana Nuevo León, México. La cresta de la montaña es el límite entre los estados de Coahuila y Nuevo León. La montaña forma parte de la Sierra Madre Oriental y su altitud es 3,709 metros sobre el nivel del mar, con una prominencia de 1,010 metros (Cumbre referencia: Cerro de la Viga). En algunas fuentes neoleonesas de principios del siglo XX aparece con los nombres “Sierra de las Amargas” y “Sierra de los Amargos”. Según apunta el Arq. Mario Alberto Monjaraz, cronista del municipio de Arteaga Coahuila, el nombre de sierra de "La Marta" es alusivo al nombre propio, en castellano, de una persona ascendiente de la actual familia Berlanga, con propiedades en ese lugar desde 1786.
Simultáneamente es la segunda montaña más alta de Coahuila —después de La Viga—, la segunda montaña más alta de Nuevo León —después de El Potosí— y la tercera montaña más alta de la Sierra Madre Oriental.
La cresta tiene aproximadamente 30 km de largo con orientación de este a oeste, similar a otras de la zona como La Viga y El Coahuilón. Un incendio forestal que comenzó el 8 de mayo de 1975 destruyó cerca de la mitad del bosque de coníferas en la ladera norte. Aunque los esfuerzos de reforestación han dado resultados, el bosque tardará muchas décadas en recuperarse debido a la erosión. Durante el invierno son comunes las nevadas, la nieve permanece más tiempo en la ladera norte que es la más comúnmente utilizada para su ascenso, sin embargo, existen rutas de ascenso por su cara sur. Desde su cumbre se pueden ver El Coahuilón, la Sierra Las Alazanas, la Sierra de la Viga y El Potosí.

## Clima
De acuerdo con la clasificación climática de Köppen, la Sierra de La Marta presenta un clima que corresponde al tipo semifrío subhúmedo con lluvias escasas todo el año, con precipitaciones invernales no mayores a 18%. Durante el invierno son comunes las nevadas y las temperaturas en la cumbre han alcanzado mínimos que pueden oscilar alrededor de los -15 a -19 °C. Durante el verano son muy comunes las tormentas vespertinas acompañas de granizo y tormenta eléctrica.  

## Fauna

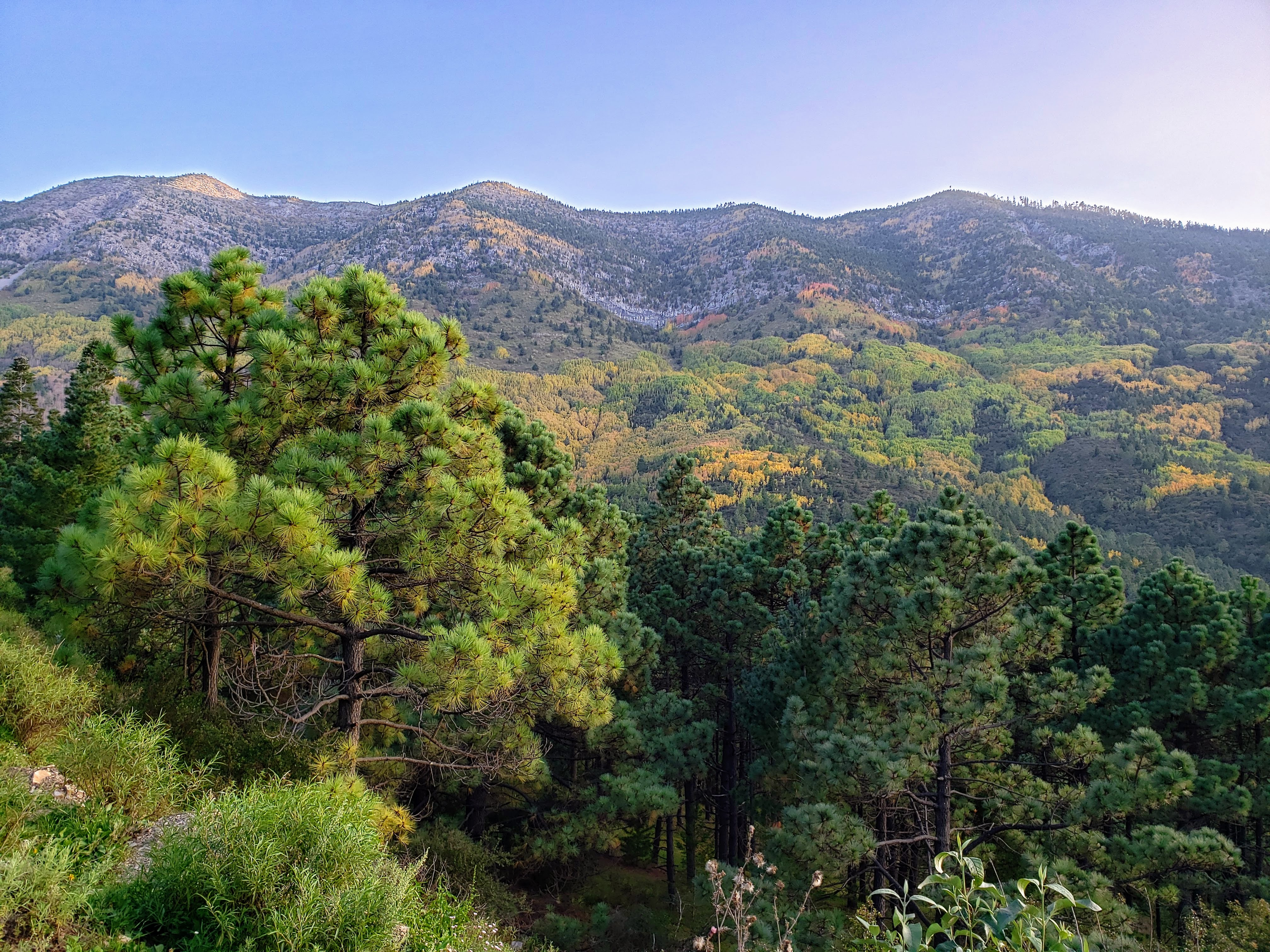
La Marta se tiñe de anaranjado y amarillo durante le otoño por la presencia de alamillos (álamo temblón) o abedules.

Dentro de la fauna de la sierra de La Marta se puede encontrar oso negro, venado cola blanca, puma, jaguarundi, coyotes, zorros, zorrillos, tejones, conejos, liebres, ardillas, ardillas listadas (tamias), halcones, gavilanes, águilas, chara pechigris, cotorra serrana oriental,

## Flora
En la ladera norte predomina el bosque de coníferas con presencia de Piñón Enano del Potosí Pinus culminicola, Pinos Pinus hartwegii, Pinus flexilis, Pinus pseudostrobus, Pinus cembroides, Pinus ayacahuite, Pinus greggii, Oyamel Pseudotsuga flahualti, Abeto Abies vejarii, Hayarín Picea engelmannii mexicana.
En la ladera sur predomina el matorral xerófilo con presencia de Sotoles Dasylirion sp., Maguey Pulquero Agave salmiana, Yuca Yucca carnerosana, Oréganos Lippia sp., Madroños Arbutus xalapensis, Encinos Quercus sp., Lechugilla Agave lechugilla, hierbanís Tagetes sp., Laureles Rhus sp., Cortadillo Nolina cespitifera.

## Deportes de Montaña

### Esquí
En la sierra de la Marta está ubicada la primera estación de Esquí en México; en el desarrollo Bosques de Monterreal, en donde se puede esquiar todo el año en su pista de esquí seco.

### Montañismo

#### La Marta
Altitud 3709 m s. n. m., desnivel 989 m. Esta es la cima de la montaña. YDS clase 2.

#### El Morro
Altitud 3696 m s. n. m., desnivel 976 m. Este pico tiene unos 60 m de prominencia, esta aproximadamente 1 km al este de la cumbre. YDS clase 2.

### Carrera de montaña
Se han realizado eventos de Trail Running; pasando por la Marta con una distancia total de 50 km.

## Galería

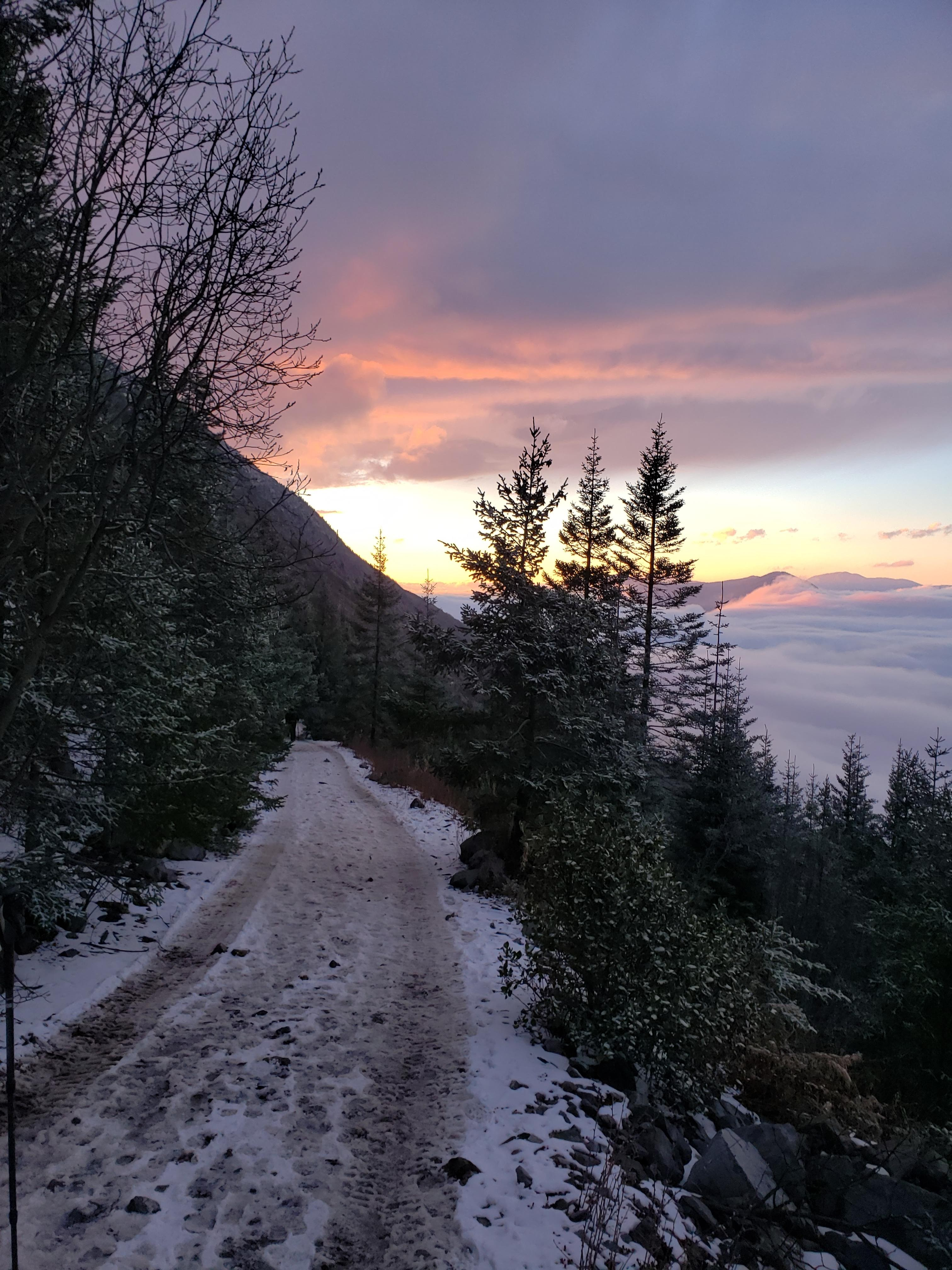
La Marta nevada en la estación invernal de 2021

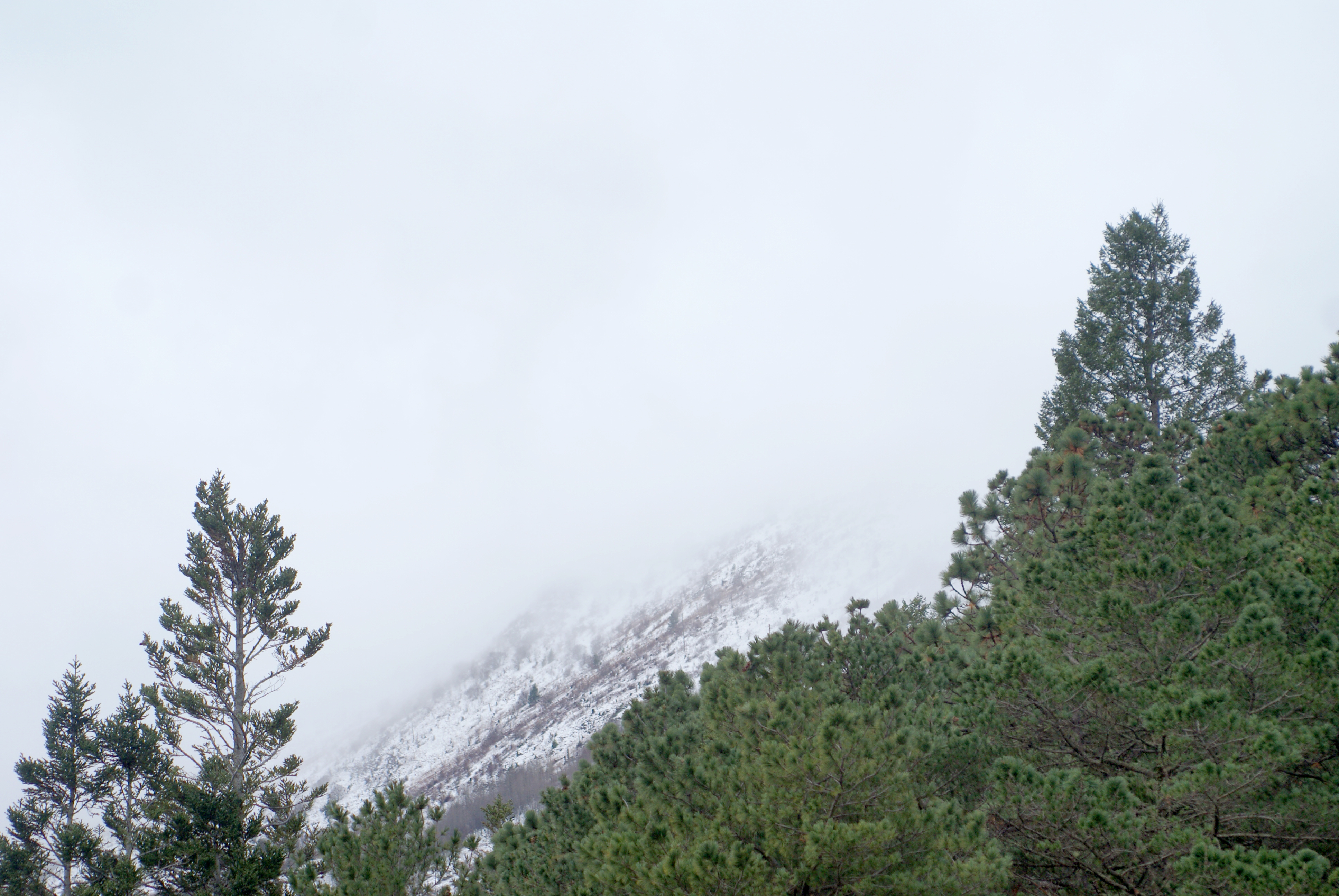
Sierra de la Marta vista desde el fraccionamiento Los Oyameles
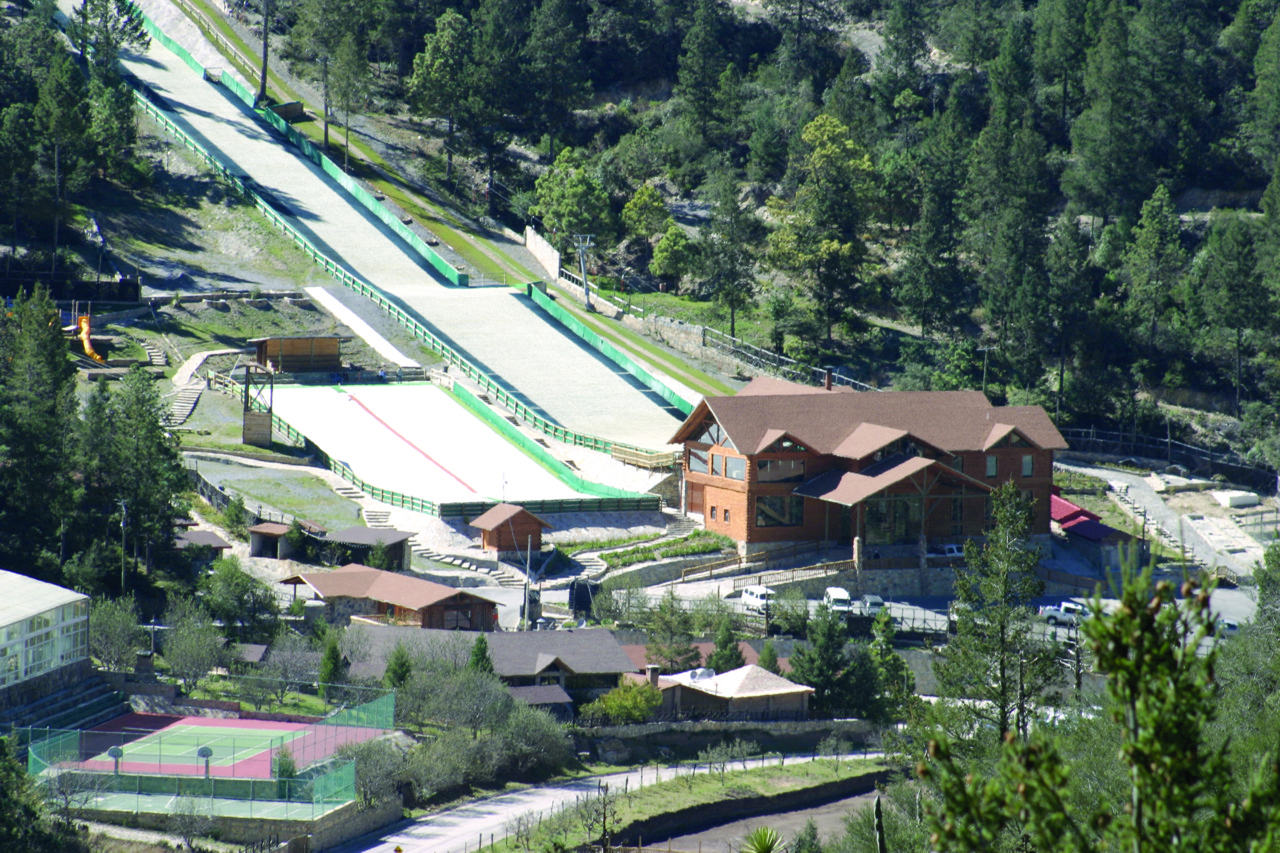
Pista de esquí en la ladera norte